# ماری اید
ماری اید (انگلیسی: Mari Eide؛ زادهٔ ۱۸ نوامبر ۱۹۸۹) اسکی‌باز صحرانوردی اهل کشور نروژ است.

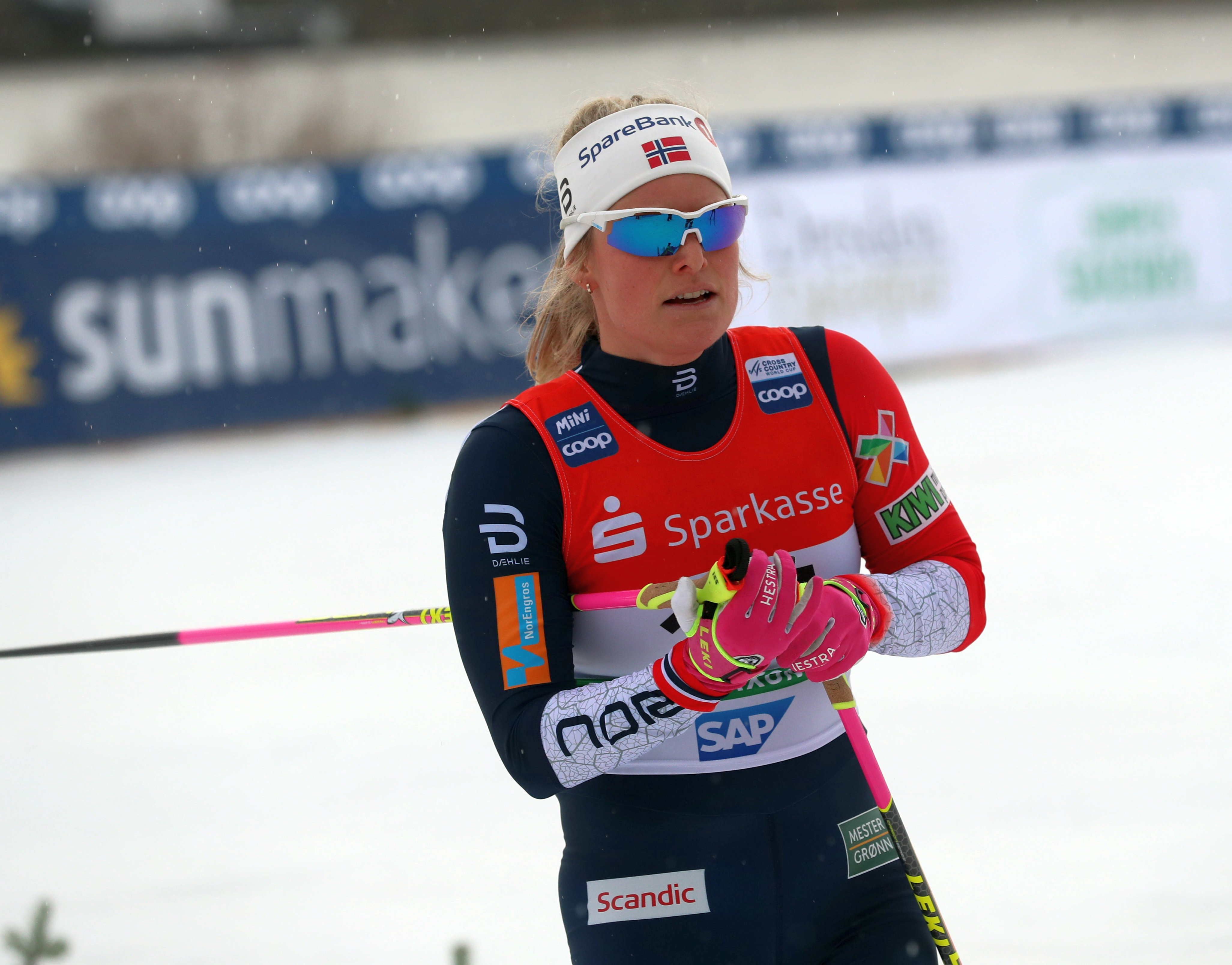
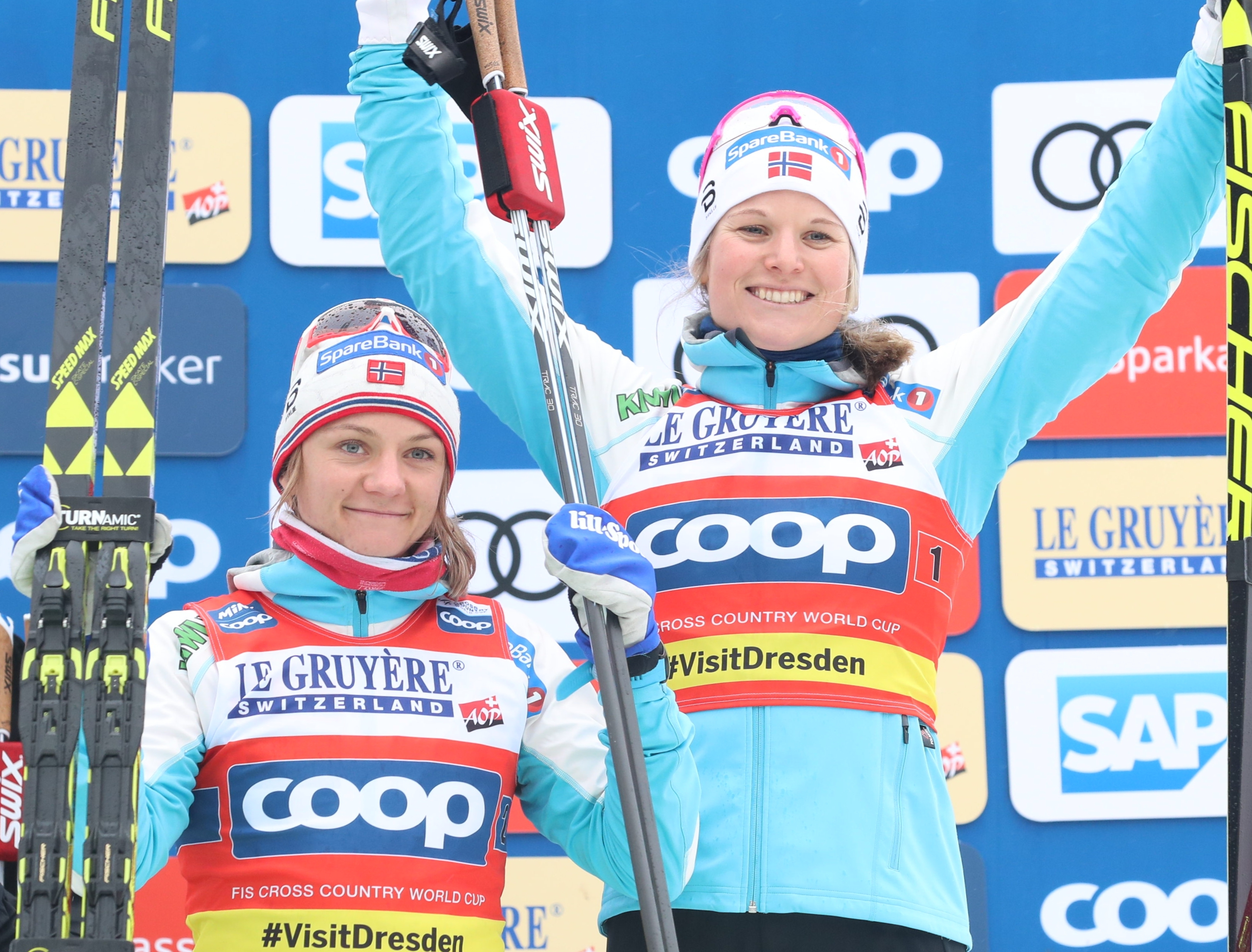
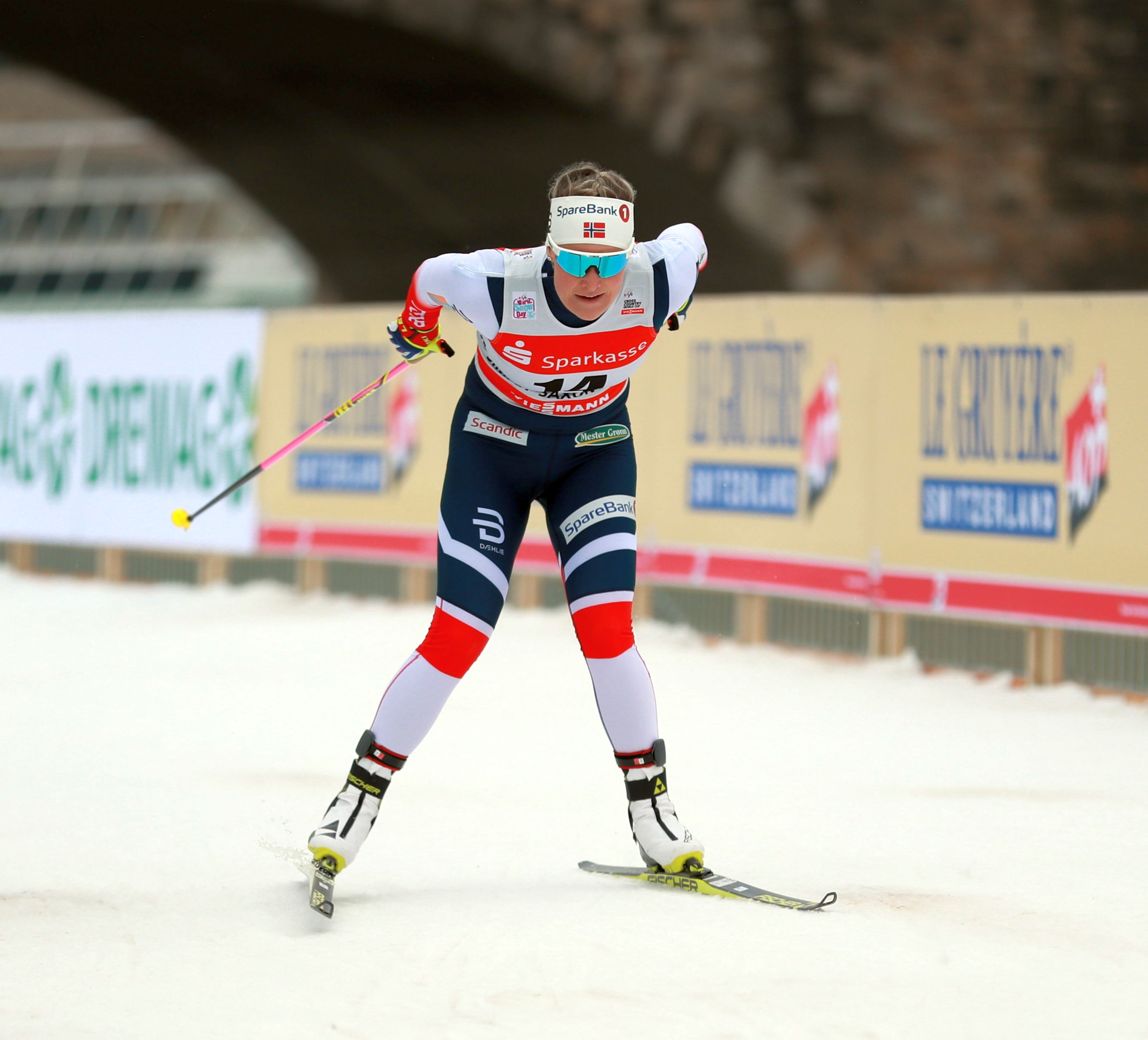